# ایدوس-مونترال
ایدوس-مونترال (انگلیسی: Eidos-Montréal) شرکت بازی ویدئویی کانادایی است، که در سال ۲۰۰۷ تأسیس شد.